# My Crypto Heroes
『My Crypto Heroes（マイクリプトヒーローズ）』は、MCH株式会社が開発・提供するブロックチェーンMMORPG。通称、マイクリ。double jump.tokyo株式会社が2018年11月30日に正式にサービスを開始し、イーサリアムベースのブロックチェーンゲームとして、取引高・取引量・DAUで世界1位を記録。その後、MCH株式会社を設立し、事業を譲渡。iOS、Androidおよびブラウザからプレイが可能。
「ゲームにかけた 時間も お金も 情熱も、 あなたの資産となる世界」をキャッチコピーとしており、ゲームデータをゲーム外に取り出して自由に保有・交換・売買することができる。2018年末から2019年にかけて、初のテレビCMが放送された。

## 概要
プレイヤーは、ブロックチェーン上の“世界の歴史上の英雄達（ヒーロー）”を集めて、数々のアイテムを手に入れながら、仮想世界の制覇を目指す。ゲーム内の世界は「MCHワールド（MCH World）」と呼ばれ、敵となるエネミーを倒すことでアイテムを入手し、ヒーローを育成することができる。
コンテンツとしては、エネミーを討伐するクエストモード（PvE）、プレイヤー同士で戦うアリーナやデュエルカップ（PvP）、プレイヤーが所属する国同士で戦うフラッグ戦（GvG）などが存在する。

## 歴史
ソーシャルゲームを開発・提供するモブキャストに勤めていた上野広伸（通称、マスターノブ）が、2018年4月3日にブロックチェーンゲーム専業会社としてdouble jump.tokyoを設立した。
2019年2月20日に公開されたインタビューの中で上野は「いわゆる（基本無料アイテム課金制の）ガチャをビジネスモデルの中核に添えて、ユーザーさんに時間やお金をたくさん使ってもらう仕組みのソーシャルゲームは、ゲームサービスが終了すると、今までかけてきた時間もお金も無に消えてしまいます。このような状況をたくさん見る中で、もう少しどうにかならないのかなという思いがありました。」と述べており、技術的・ビジネス的観点からこれを解決する手法としてブロックチェーンを採用している。

## ゲームアセット
マイクリでは、「ヒーロー」「エクステンション」「ランド」と呼ばれる3種類のゲームアセットが存在する。これらのゲームデータはブロックチェーンであるイーサリアム上で発行および記録されており、ゲームサービスが終了した場合もユーザーはアセットを保有し続けることができる。しかしながら、アセットの画像やレベルといったステータスなど、一部のデータはゲーム提供元のサーバーによって管理されており、ゲームサービス終了時の課題が完全に解決されているとはいえない。

### ヒーロー
歴史上の人物がヒーローとして登場し、ヒーローごとに固有のスキルを有する。
ヒーローのレアリティによってブロックチェーン上で規定された最大発行数が公開されており、追加発行を行うことはできない。
| レアリティ                                     | 最大発行数                       |
| ---------------------------------------------- | -------------------------------- |
| リミテッド レジェンダリー（Limited Legendary） | 9                                |
| レジェンダリー（Legendary）                    | 20                               |
| エピック（Epic）                               | 100                              |
| レア（Rare）                                   | 250                              |
| アンコモン（Uncommon）                         | 1,000                            |
| コモン（Common）                               | 2,400                            |
| ノービス（Novice）                             | なし（ゲーム外への取り出し不可） |

ヒーローはゲーム内の販売、またはイベントでの配布のみによって入手が可能である。

### エクステンション
各ヒーローは、2つのエクステンション（武器）を装着することができる。エクステンションもヒーローと同様のレアリティと最大発行数が設定されている。
エクステンションは販売は行われず、ゲームプレイまたはイベント配布によってのみ入手することができる。
代表的な入手方法は、クエストでの入手および公式大会での入賞報奨である。

### ランドセクタ
マイクリにはランドと呼ばれる国々が設定され、プレーヤーは国を選択して所属することができる。
ランドセクタと呼ばれる土地に相当するアセットが発行されており、プレーヤーがゲーム内で課金を行なった場合、70%は運営収益となるが、残る30%はそのプレーヤーが所属するランドセクタの保有者に還元される。ランドセクタは最大1,000区画に分割されており、各ランドによって分割数は異なっている。
ランドセクタを保有するプレーヤーはロードと呼ばれる。

### 技術規格
これらのアセットはイーサリアム上でNon-Fungible Token (NFT)として発行される。規格はERC721を用いる。

## バトル
マイクリのバトルでは3体のヒーローを用いる。
各ヒーローは固有スキルと2つのエクステンションの合計3つの技の持ち、それぞれの行動値（チャージ）に従って攻撃が行われる。

## ランド
マイクリには9つのランドが存在し、ランドセクタの保有割合が10%を超える最大3名のプレーヤーがキングとしてその国の運営権を持つ。
キングはフラッグ戦の対戦相手の決定や自国名や国旗画像の変更ができるほか、プレーヤーからマエストロを最大6名任命し、ゲーム内通貨を報酬として設定してランド運営を委託することができる。また、キングはマイクリのステークホルダーであるロードの代表として、ゲーム提供元であるdouble jump.tokyoと意見交換する機会を持つ。マイクリがゲーム公式SNSとして導入しているDiscordにて各国キングとdouble jump.tokyo専用のグループが作成されており、ゲームに関する意思決定などにキングは関わることができる。
Ocean、Strarberry、Tangerine、Limeの4ヶ国のランドセクタは事前応募による抽選によって販売が行われ、販売価格は各国500ETH（当時およそ700万円）。
Graphite、Grape、Sage、Blueberry、Rubyはゲーム内通貨GUMを用いて、ゲーム内で全プレイヤーに対してダッチオークション形式で販売が行われた。
Ocean
初代国王（シーズン1-シーズン14）を海外プレーヤーが務めたこともあり、日本発のゲームでありながら、海外プレーヤーが多く所属している。
ファオ帝国（旧Strawberry）
ブロックチェーンゲームに特化したメディアであるピプリクトに登場する魔王ファオが国王を務める。スイーツを好み、最近はさつまいもを育てている。
Tangerine
9ヶ国の中で唯一ランドセクタを独占保有しているランドである。国王はSNSが苦手らしい。
DRAGON（LIME）（旧Lime）
初心者プレーヤーのサポートが手厚いことで知られる。また、9ヶ国の中では唯一の国歌が存在し、プレーヤーによる作詞作曲およびコーラスによって作成されている。
（箱）愚羅φ斗（旧Graphite）
国名の変更と由来は明らかにされていない。
Grape
初代国王（シーズン1-シーズン16）はマイクリのアドバイザーも務めた根本晃。現Ocean国王が修行を積んだ地でもある。
Sage
シーズン1より同一国王による安定した運営が行われている。控え目な国王の影響か、プレーヤーによる個性的なイベントが多い。
チキン海賊団（旧Blueberry）
初代国王（シーズン1）による民主主義国家宣言、無政府国家、商人による国土の買収など初期は混乱が多かったものの、現在は安定した国家運営が行われている。
流星街（旧Ruby）
カリスマ的国王を中心に強プレーヤーが多く集まる。国王はゲーム内のアカウント名の変更および掲示板機能のみによってプレーヤーと会話を行なっている。また、国王は一部の他国プレーヤーを愛を込めて豚と呼称する。

## フラッグ戦
各ランドの代表プレーヤー5名（G5）同士によるGvG対戦。各ランドのG5は、シーズン中5回に渡って行われる予選（ナイト戦）によって選出される。
各ランドはシーズンごとに侵攻する国を設定することができ、勝利によって該当国のフラッグを奪うことができる。一国によるクリプトワールドの統一はまだ達成されておらず、また達成時に何が起こるかは明言されていない。
シーズン2およびシーズン5のフラッグ戦では、ユーザー主催によるパブリックビューイングがお台場ユナイテッド・シネマで開催された。

## アート
アートマーケット
ヒーローに設定できるアート画像は、ゲーム内のマーケットに出品して販売することができる。
アートギャラリー
2020年3月2日からはアートギャラリー機能が設けられ、展示されている人気のあるアート作品を閲覧することができる。
印税機能
ユーザーから一定の「いいね」を獲得したアートには、アート作成者に対して印税収入の権利が付与される。該当するアートが設定されたヒーローがゲーム内マーケットで取引された際、手数料の一部がアート作成者に還元される。

## 沿革

### 2018年
- 1月26日 - 現double jump.tokyoのCEO上野広伸およびCOO玉舎直人、さらにスマートアプリ代表取締役の佐藤崇により、ブロックチェーン分野における新事業についての企画会議が熱海で行われる[22]
- 2月 - 上野・玉舎に加え、DLEの沖縄子会社ちゅらっぷす取締役である中山詞夫とモンスターファームシリーズのプランナーである高宮孝治によって、現在のマイクリの企画コンセプトが決定する。この時点での仮タイトルは「クリプトヒーロー」
- 4月3日 - double jump.tokyo設立
- 5月7日 - double jump.tokyoがDLEの子会社となる[23]
- 5月28日 - オフチェーンおよびオンチェーンのハイブリッド設計から、フルオンチェーンDappsへの移行を検討開始
- 7月 - 真木 大樹がチームに加入
- 8月 - ブレイブ フロンティアをブロックチェーンゲーム化したブレイブ フロンティア ヒーローズの初代プロデューサーである石川駿がチームに加入
- 7月3日 - 株式会社でらゲーおよびDLEから資金調達を実施
- 9月3日 - プレセールおよびバトルβについて発表
- 9月20日 - 銀座にてミートアップを開催
- 9月21日 - ヒーロープレセールを開催
- 9月25日 - バトルβテスト開始
- 9月30日 - PvPコンテンツのテストによって、サイドチェーンとして利用していたLoomにてトランザクション詰まりが発生
- 10月1日 - ヒーロープレセールが終了し、694ETHの最終売上を記録
- 10月10日 - アートエディット機能のテスト版を実装
- 10月18日 - バトル機能の一部のオフチェーン化を実施
- 10月21日 - ランキング戦最終日、再びトランザクション詰まりが発生。これを受け、さらにオフチェーン化を進める[24]
- 11月2日 - バトルβテスト終了

#### My Crypto Heroes正式リリース（11月30日）
- 12月3日 - Lab機能及びデイリーボーナス機能をリリース[25]
- 12月11日 - マーケット機能をリリース[26]
- 12月18日 - ヒーロー販売システムをアップデート[27]
  - 前回販売を行った同レアリティの最終購入価格の50％（＝MCHのヒーロー販売システム上の最低価格）を販売開始価格とする
  - 買い占め防止を目的として、購入後1分間の連続購入制限を導入
- 12月20日 - ランキング戦#2を開催[28]
- 12月27日 - アートLIKE及び印税機能をリリース[29]
- 12月28日 - ノードver.1.1リリース[30]
- 12月30日 - 年末年始にかけてテレビ/WebCMの放送を実施[31]

### 2019年
- 1月1日 - 第1回レジェンダリーヒーローセール実施 (卑弥呼, バッハ, チンギス・ハン)
- 1月13日 - リファラル報酬の配布をGUMからETHへと変更（同年6月19日施行）
- 1月21日 - 初のレイドイベント「Raid: シンギュラリティ」を開催[32]
- 2月4日 - 新エコシステムver.1.2をリリース[33]
  - ノードver.1.2リリース[34]
  - MCH Primeの導入
- 2月11日 - 「Raid: シンギュラリティ — Yoshka Strikes Back — 」を開催[35]
- 2月13~18日 - ランドプレセールを実施
- 2月19日~26日 - ランドクラウドセールを実施

#### Season 1（3/4 - 4/1）
- 3月4日 - ランド機能リリース[36]
- 3月26日 - 第2回レジェンダリーヒーローセール実施 (カール大帝, 諸葛亮, クレオパトラ)

#### Season 2（4/1- 4/29）
- 4月1日 
  - 新プロデューサーとして石川駿が就任
  - ノードver.1.3リリース[37]
- 4月24日 - アートエディットver.1.1を発表[38]
  - パラメータ変更機能の更新
  - アートマーケット機能のリリース
  - アートエディットスキルにストック機能を追加

#### Season 3 (4/29 - 5/27)
- 4月29日
  - ランド収益の配分先としてFA準備金機能をリリース
  - 「Raid: シンギュラリティ — Heisei Yoshka —」を開催[39]
- 5月1日 - イベント使用後のアセットへの24時間転送制限機能をリリース[40]
- 5月8日 - 超難易度ノード「トロイ」を公開

#### Season 4 (5/27 - 6/24)
- 5月29日 - 新エコシステムver.1.4を発表[41]
  - CE流通量調整のための各種アップデート
  - CE absorb機能の導入
- 6月3日 - ノードver.1.4リリース
  - Lv.60ノードはMCH Prime専用となる

- 6月24日 - My Crypto Heroesの開発・運営知見を活かしたブロックチェーンゲーム開発支援プログラム「MCH+」を発表

#### Season 5 (6/24 - 7/22)
- 6月28日 - 新エコシステム1.4.5[42]を発表（ランドlabの廃止等）

#### Season 6 (7/22 - 8/20)
- 7月29日 - ランドエクステンションver.2リリース[43]

- 8月1日 - Coincheckとコラボキャンペーンを実施[44]
- 8月2日 - 第3回レジェンダリーヒーロセール実施 (アレキサンダー. 始皇帝, 源義経)
  - 685ETHの売上と900万GUMの消費を記録[45]

#### Season 7 (8/20 - 9/23)
- 8月23日 - レイドイベント「Raid: シンギュラリティ— Puli Beast —」を開催[46]
- 8月29日 - クリプトスペルズとのアセットコンバート機能をリリース[47]
- 9月4日 - マーケット機能のアップデートを実施[48]
- 9月6日 - Season 8から新たにナイトコマンダー戦を導入することを発表[49]
- 9月16日 - DeCurretとコラボキャンペーンを実施[50]
- 9月18日 - 初のユーザーコラボレイド「Raid: シンギュラリティ — 覚醒魔王ファオ — 」を開催[51]

#### Season 8 (9/23 - 10/14)
- 10月1日 - 新プロデューサーとしてリモPが就任
- 10月16日 - レイドイベント「Raid: シンギュラリティ — Halloween Puli— 」を開催[52]

#### Season 10 (11/11 - 12/9)
- 11月18日 - ノードver.1.6リリース[53]
- 12月3日 - ランドバトルにナイト戦ファイナルを導入[54]

#### Season 11 (12/19 - 1/6)
- 12月10日 - 手塚プロダクションとコラボし、鉄腕アトムなどのキャラクターをゲーム内ヒーローとして販売
- 12月24日 - 手塚プロコラボレーション「ノード：Osamushi」をリリース[55]
- 12月25日 - マンガアプリ「GANMA!」とコラボキャンペーンを実施

### 2020年
- 1月1日 - 第4回レジェンダリーヒーローセール実施 (ツタンカーメン, 安倍晴明, 虞美人, リチャード1世)[56]

#### Season 12 (1/6 - 2/)
- 1月11日 - 公式オフラインイベント「King Dragon~MCH Invitational#01~」を開催[57]
- 1月18日 - エクステンションウォーズ開催[58]
- 1月30日 - マイクリのNFTもゲーム内で利用できる「ブレイブ フロンティア ヒーローズ」がリリース

#### Season 13 (2/ - 3/2)
- 2月10日 - ランドエクステンションver.3リリース

#### Season 14 (3/2 - 3/30)
- 3月12日 - コロシアム正式リリース[59]
- 3月13日 - チャリティレイドイベント「Raid: シンギュラリティ — COVID-19— 」を開催[60]

#### Season 15 (3/30 - 4/27)
- 4月1日 - 新プロデューサーとして増山健吾が就任
- 4月27日 - 一部機能の廃止・アップデート[61]
  - GUMによるスタミナ回復の廃止
  - Googleログイン機能の廃止[62]

#### Season 16 (4/27 - 5/25)
- 5月22日 - ノードver.1.8リリース

#### Season 20
- 8月30日 - 幻獣大戦battle βをリリース
- 9月17日 - ギフト機能及びプロフィールアート設定機能を実装
- 9月21日 - 超難易度ノード「トロイ」を公開

#### Season 21
- 10月1日 - 新プロデューサーとしてゲーム専務が就任

#### Season 22 (10/12 - 11/9)
- 10月22日 - ガバナンストークンであるMCH Coin (MCHC) の発行を発表（11月9日発行開始）
- 10月23日 - ブロックチェーンゲームのマルチチェーン対応を支援する「Asset Mirroring System」をリリース

#### Season 23 (11/9 - 12/7)
- 11月9日 - 新エコシステム3.0[63][64]をリリース
  - TOKUの廃止及びCp/CI/MCHCの導入

#### Season 24 (12/7 - )
- 12月28日 - MCHCを用いた初のユーザーガバナンス投票を実施[65]

### 2021年
- 1月8日 - おとなの防具屋さんとコラボキャンペーンを開始
- 1月18日 - MCH Primeをドル建てでの定額課金制へ変更[66]
- 1月31日 - マイクリ事業を運営するMCH株式会社を設立[67]
- 3月 - ユーザーガバナンス専用サイト公開[68]
- 4月1日 - ユーザーガバナンスによって、プロデューサー選挙を実施。初のユーザープロデューサーとして「りょーつん」が選出[69]
- 4月29日 - 超難易度ノード「トロイ」を公開
- 5月31日 - Season29でのランドファオ帝国によるフラッグ統一を祝し、限定ノード「unification (統一)」を公開[70]
- 6月15日 - MCH社がシリーズAラウンドの資金調達を実施したことを発表[71]
- 10月1日 - 新プロデューサーとして増山健吾が再就任
- 12月16日 - World Championship 2021予選開始

### 2022年
- 1月5日 - World Championship 2021決勝トーナメント開始
- 1月9日 - World Championship 2021決勝
- 1月 - Rays Miningリリース
- 2月 - MCH Verseリリース
- 3月11日 - gumiとの協業を発表
- 3月22日 - タツノコプロコラボレーションを発表
- 4月 - ユーザーアドバイザーチーム発足
- 5月24日 - 新機能「ソウルレンタル」リリース
- 6月9日 - 超難易度ノード「トロイ」を公開
- 6月10日 - COBRA THE SPACE PIRATEコラボレーションを発表
- 6月20日 - 新機能「オーラ」をリリース
- 6月23日 - 北海道余市町のふるさと納税返礼品として、コラボレーションエクステンションが登場
- 7月28日 - 新プロデューサーとして神﨑倭が就任
- 10月29日 - MCH Verse Passを発行開始。24時間で7000万円相当のETHおよびMCHCが永久流動性となる
- 10月31日 - 新機能「魔石マイニング」をリリース
- 11月21日 - MCH VerseのOasys Hub LayerへのRollupを開始
- 12月22日 - World Championship 2022決勝トーナメント開始
- 12月26日 - World Championship 2022決勝
- 12月28日 - グレープによるランド統一により、フラッグレイドを開催

### 2023年
- 1月12日 - World Championship予選 2023開幕
- 2月 - 新機能「クラフト」をMCH Verse Passホルダー向けにβリリース
- 5月16日 - アチーブメントリリース
- 5月31日 - 新機能「クラフト」および「Lab（ラボ）」リリース
- 6月26日 - グラファイトによるランド統一により、フラッグレイドを開催
- 8月 - 新機能「EMA3」をリリース
- 9月 - 新機能「クラフト委託」をリリース
- 10月16日 - 流星街 (Ruby) によるランド統一により、フラッグレイドを開催
- 11月30日 - My Crypto Heroes5周年
- 11月30日 - 新プロデューサーとしてsiguPが就任
- 12月13日 - World Championship 2023決勝トーナメント開始
- 12月17日 - World Championship 2023決勝

### 2024年
- 1月29日 - 初のバランス調整を実施
- 2月25日 - ソウルバウンドヒーロー（SBH）の販売価格決定投票を開始
- 3月4日 - DRAGON (Lime) によるランド統一により、フラッグレイドを開催
- 3月17日 - ソウルバウンドヒーロー（SBH）の販売開始
- 4月 - MCHCホルダー投票により、幻獣大戦の廃止及び新コンテンツ移行が決定
- 5月22日 - 「My Crypto Heroes NFTコレクション」を全国1000箇所のNFT自販機で販売開始
- 5月29日 - 新デュエルカップ形式「バトルロワイヤル」をテスト公開
- 6月17日 - 新機能「MCHCクラフト」をリリース
- 7月4日 - ソウルバウンドヒーロー（SBH）の第二周販売開始
- 8月28日 - 新機能「バトルシミュレーター」をリリース
- 8月28日 - ファントム オブ キル -オルタナティブ・イミテーション-とのコラボレーションを発表
- 10月21日 - DRAGON (Lime) によるランド統一により、フラッグレイドを開催
- 11月24日 - ソウルバウンドヒーロー（SBH）の第三周販売開始
- 11月28日 - World Championship 2024決勝トーナメント開始
- 11月30日 ~ 12月1日 - World Championship 2024決勝